# Hubertus Erlen
Hubertus Michael Erlen (* 7. Juni 1943 in Troppau, Reichsgau Sudetenland) ist ein deutscher Manager.

## Herkunft
Erlen wurde 1943 in Troppau als Kind schlesischer Eltern geboren und wuchs nach dem Zweiten Weltkrieg bis 1955 in Dresden und danach in Köln auf. Nach dem Abitur 1964 und einem halbjährigen technischen Praktikum in Köln ging er zum Studium nach Berlin.

## Werdegang
Erlen studierte Verfahrenstechnik an der Technischen Universität Berlin und Betriebswirtschaftslehre. Nach Promotion 1971 trat er beim Pharmakonzern Schering AG in Berlin ein. Dort war er in Berlin, Nürnberg und den USA in verschiedenen Leitungsaufgaben tätig. Im Jahre 1985 wurde er stellvertretendes Vorstandsmitglied und im Jahr darauf ordentliches Vorstandsmitglied. Er verantwortete über viele Jahre die Ressorts Produktion, Personal sowie das Geschäft in den USA. Im April 2001 wurde er zum Vorstandsvorsitzenden ernannt.
Im Jahre 2002 gründete die Schering AG auf seine Initiative hin die Schering Stiftung, die heute der einzige Träger des traditionsreichen Namens Schering ist. Erlen war ab 2002 stellvertretender Vorsitzender des Stiftungsrats der Stiftung.
Nach Übernahme des Unternehmens durch die Bayer AG 2006 wurde er bis 2012 stellvertretender Vorsitzender des Aufsichtsrates der Bayer Schering Pharma AG.
Von 2004 bis 2006 engagierte sich Erlen zusammen mit 16 anderen Topmanagern unter Leitung von Bundeskanzler Schröder in der Initiative Partner für Innovation.
Erlen wies als erster Vorstandsvorsitzender eines DAX-Unternehmens im Jahre 2004 sein Gehalt aus. Ebenfalls im Jahre 2004 holte er mit Karin Dorrepaal die erste Frau in den Vorstand eines DAX-Unternehmens.
Erlen wurde 2009 von der Bundesregierung zum stellvertretenden Vorsitzenden des Lenkungsrats für den Deutschlandfonds berufen. Er übte diese Aufgabe ehrenamtlich bis zum Ende der Laufzeit des Deutschlandfonds 2011 aus.
Von 2003 bis 2013 war Erlen Vorsitzender des Außenwirtschaftlichen Ausschusses des Industrieverbandes BDI und von 2007 bis 2012 Chairman des Außenwirtschaftlichen Ausschusses des europäischen Wirtschaftsverbandes BusinessEurope.
Erlen war und ist Mitglied in Aufsichtsräten und Beiräten verschiedener Unternehmen. Er gehörte beispielsweise dem Kuratorium der Bertelsmann Stiftung an, war stellvertretender Vorsitzender der Schering Stiftung und zehn Jahre lang Vorsitzender der Robert-Koch-Stiftung.

## Privates
Erlen ist mit Anna-Maria Erlen verheiratet und hat 2 Kinder. Als Opernliebhaber reist er gern zu Aufführungen in europäischen Opern. Er ist aktiver Seesegler, Bergwanderer und Skifahrer.

## Ehrungen
- 2005: Verdienstorden des Landes Berlin
- 2010: Preis für Verständigung und Toleranz des Jüdischen Museums Berlin
- 2012: Verdienstkreuz 1. Klasse der Bundesrepublik Deutschland